# CCL27
CCL27 (englisch CC-chemokine ligand 27) ist ein Zytokin aus der Familie der CC-Chemokine.

## Eigenschaften
CCL27 ist an Entzündungsprozessen beteiligt. Es ist chemotaktisch für T-Gedächtniszellen und bindet sie über den Rezeptor CCR10 unter anderem in der Haut. CCL27 wird in den Gonaden, im Thymus, in der Plazenta und in der Haut gebildet.